# Grad Twaddle
Das Grad Twaddle (Twaddell) (Einheitenzeichen: °Tw), benannt nach dem schottischen Erfinder William Twaddle (Twaddell), war eine vor allem in Großbritannien gebräuchliche Einheit für die relative Dichte von Flüssigkeiten, die schwerer als Wasser sind. Gelegentlich wird das Grad Twaddle noch in englischsprachigen Ländern in der Milchwirtschaft und Lederindustrie benutzt.
Die Relative Dichte {\displaystyle d} bei 60 °F (15,56 °C) berechnet sich:
{\displaystyle d={\frac {\text{°Tw}}{200}}+1}
1 °Tw = 0 °Bé = 1,25 °Bx = 5 °Q = 1,005